# Rafael Rangel Gómez
Rafael Rangel Gómez (Hato, Santander siglo XX- 23 de junio de 1960) político y guerrillero liberal colombiano.

## Biografía
Nació en Hato (Santander) y participó en el movimiento gaitanista a nivel departamental, y tras el asesinato de Jorge Eliécer Gaitán el 9 de abril participa en la conformación de guerrillas liberales en recrudecimiento de La violencia bipartidista, participó en la denominada "Comuna de Barranca" como alcalde popular que gobernó Barrancabermeja (Santander) durante 10 días, tras lo cual negociaron con el gobierno conservador la entrega del poder a cambio de garantías.  Rangel participó en la creación de grupos de autodefensa o guerrillas liberales, liderando la toma de San Vicente de Chucuri (Santander) por cerca de 400 combatientes el 27 de noviembre de 1949, y combatió grupos paramilitares y de policía conservadores denominados como "Los Chulavitas".
El  3 de agosto de 1953 su grupo guerrillero se desmoviliza ante el gobierno de Gustavo Rojas Pinilla, regresando a la vida política liderando el Movimiento Rangelista Liberal, que se une al Movimiento Revolucionario Liberal resultando elegido a la Cámara de Representantes.

## Muerte
Murió por  peritonitis el 23 de junio de 1960.